# Kaiser Haq
Kaiser Hamidul Haq (7 dicembre 1950) è un poeta, scrittore e traduttore bangladese.
Considerato il principale poeta di lingua inglese del Bangladesh, è noto anche per le sue traduzioni dal bengalese all'inglese. Haq ha ricevuto il Bangla Academy Literary Award (2013) nella categoria delle traduzioni.

## Biografia
Haq si è diplomato alla St. Gregory the Great High School di Chicago e quindi si è laureato al Dhaka College di  Dhanmondi (Dacca). Si è poi iscritto al Dipartimento di Inglese dell'Università di Dacca per conseguire il Bachelor of Arts e il Master of Arts. Dopo aver ricevuto una borsa di studio del Commonwealth, si è trasferito in Inghilterra per completare il dottorato di ricerca presso l'Università di Warwick nel 1981.Ha continuato la sua ricerca come Senior Fulbright Scholar e Vilas Fellow presso l'Università del Wisconsin.
Nel 2001 è stato scrittore residente presso l'Hawthornden Castle Writers' Retreat e la Ledig House Writers Colony nello stato di New York.
Dopo il suo ritorno in Bangladesh, è diventato professore all'Università di Dacca. Dal 2015 è in congedo e insegna Poesia moderna e Scrittura creativa presso la University of Liberal Arts Bangladesh. Insegna anche a tempo parziale in altre università.

## Opere
Poesia
- Starting Lines, Dhaka,Liberty,  1978
- A Little Ado, Dhaka, 1978
- A Happy Farewell, Dhaka, University Press, 1994 ISBN 984-05-1247-1
- Black Orchid, London, Aark Arts, 1996 ISBN 1-899179-70-4
- The Logopathic Reviewer’s Song and Other Pieces, London, Aark Arts, 2002 ISBN 1-899179-71-2
- Published in the Streets of Dhaka: Collected Poems 1966-2006, Dhaka, writers.ink, 2007 ISBN 984-8715-11-8
  - II ediz. riveduta e ampliata,Dhaka, The University Press,2017
- Pariah and Other Poems, Dhaka, Bengal Lights Books, 2013 ISBN 984-90738-1-0
- Combien de Bouddhas, Paris, Éditions Caractères, 2015 ISBN 978-2-85446-555-6

### Prosa
- The Triumph of The Snake Goddess, Harvard University Press, 2015 ISBN 0674365291